# Salzkufe

Eine Salzkufe im Wappen von Kufstein

Die Salzkufe, auch mit Salzküfe bezeichnet, war ein konisches oder auch doppelkonisches Holzfass mit Deckel zum Transport von Salz. In manchen Fällen diente die Kufe der Herstellung von Formsalz, welches ohne Gefäße transportiert werden konnte.

## Name
Der Begriff Kufe leitet sich von cupa, die Tonne, ab. Cupae salis war demnach die Salzkufe.

## Geschichte
Die Salzkufe war als Transportverpackung zum Schutz des hygroskopischen Salzes notwendig gewesen. Der effektive Versand auf Salzschiffen im Raum von Salzach, Inn, Donau und Traun forderte ebenso wie der Landtransport einen sicheren Schutz für die Ware. Schon ein Vertrag vom Abt des Klosters Lambach von 1289 erwähnt die Salzkufe zum Schutz des Salzes vor Nässe auf dem Wasserweg.
Bereits 1329 veranlassten König Friedrich der Schöne und die Herzöge Albrecht und Otto von Österreich, die Kleine Küfel (cuppula) mit 12 Pfund (12 1/2 Pfund) herzustellen, die etwa 45 bis 50 Zentimeter hoch war und 35 bis 45 Zentimeter Durchmesser besaß.
Zu Beginn des 16. Jahrhunderts gab es dann die große Kufe. Sie fasste etwa ein Fuder oder 115 Pfund. Im Handel mit Böhmen war sie für 145 Pfund ausgelegt. So war  eine große Kufe kaiserlichen Salzes für die Ausfuhr nach Böhmen in der zweiten Hälfte des 16. Jahrhunderts etwa 140 bis 145 Wiener Pfund schwer.
Das in diesen Behältnissen vertriebene Salz wurde auch mit Küfelsalz bezeichnet.
Bei den österreichischen Salinen wurden die Kufe auch zur Herstellung von Formsalz verwendet. Kochsalz wurde in den Behältern zusammengestampft und erreichte eine solche Härte, dass die Salzkegel ohne weitere Gefäße transportiert werden konnten. So ist im Stadtwappen von Hall in Tirol abgebildete Kufe kein Transportgefäß, sondern diente der Herstellung von Kegeln aus Salz.

### Fertiger
Der Salzhandel war bis ins 16. Jahrhundert ein Privileg der Bürger von Orten wie Hallein, Salzburg, Laufen, Burghausen, Schärding, Passau, Hallstatt, Ischl oder Gmunden. Die Salzhändler wurden Fertiger bzw. Meister genannt. In ihren Arbeitshäusern wurden die Fuder zerstoßen und in die hölzernen Kufen und Küfel gefüllt. Neben der Füllung der Kufe war es den Fertigern vorbehalten, das Salz zu trocknen, zu transportieren und zu vermarkten.

### Ausfergen
Die Ausfergen waren eine schon vor 1274 in Laufen entstandene Gemeinschaft von Schiffseigentümern, die im Auftrag der Fertiger die Salzkufen durch die „Naufergen“ auf der Salzach befördern ließen, bzw. anfangs auch noch selbst beförderten. Das erzbischöfliche Ausfergenprivileg von 1278 legte unter anderem die Zahltage für die Ausfergen fest, und zwar die Feste des heiligen Rupert von Salzburg im Frühjahr am 27. März, des heiligen Jakobus am 25. Juli und des heiligen Rupert im Herbst am 24. September, die zugleich den Anfang, den Höhepunkt und den Beginn des letzten Abschnittes der jährlichen Salzschifffahrt darstellten. Um 1500 stellten die Ausfergen jedoch ihre persönlichen Fahrten mit den Salzkufen ein und beschränkten sich im Zusammenwirken mit der erzbischöflichen Verwaltung auf die Organisation der oberen Salzschifffahrt von Laufen aus.

## Rezeption
Nachgebaute Salzkufen sind im Stadtmuseum Gmunden zu besichtigen.
Die Salzkufe ist auch das Attribut des heiligen Rupert von Salzburg.

### Heraldik
Als gemeine Figur in der Heraldik ist der Behälter in vielen Wappen von Orten und Städten zu finden, die im Salzabbau und Salzhandel eine große wirtschaftliche Bedeutung erlangt hatten. So ist die Salzkufe u. a. im Wappen von Hall in Tirol anzutreffen. In der Tingierung gibt es keine Beschränkung, zumal im Wappen eine räumliche Darstellung überwiegt.

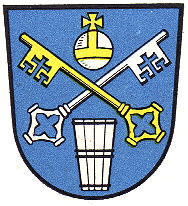
Berchtesgaden (Lkr.)
Hallein
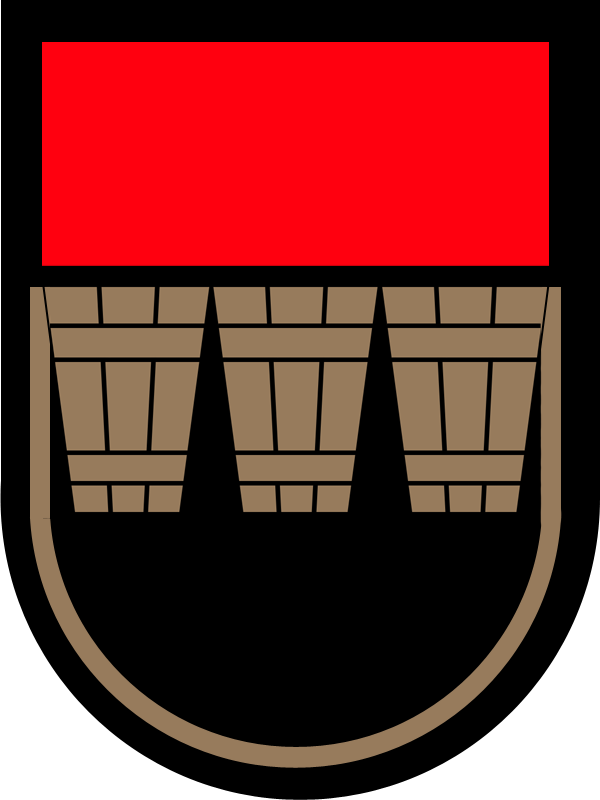
Hall (bei Admont)
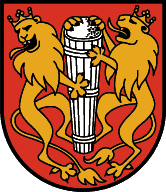
Hall in Tirol
Lengdorf
Wurmsham